# Hübschhorn
L'Hübschhorn (3.192 m s.l.m.) è una montagna delle Alpi del Monte Leone e del San Gottardo nelle Alpi Lepontine. Si trova nel Canton Vallese (Distretto di Briga).

## Descrizione

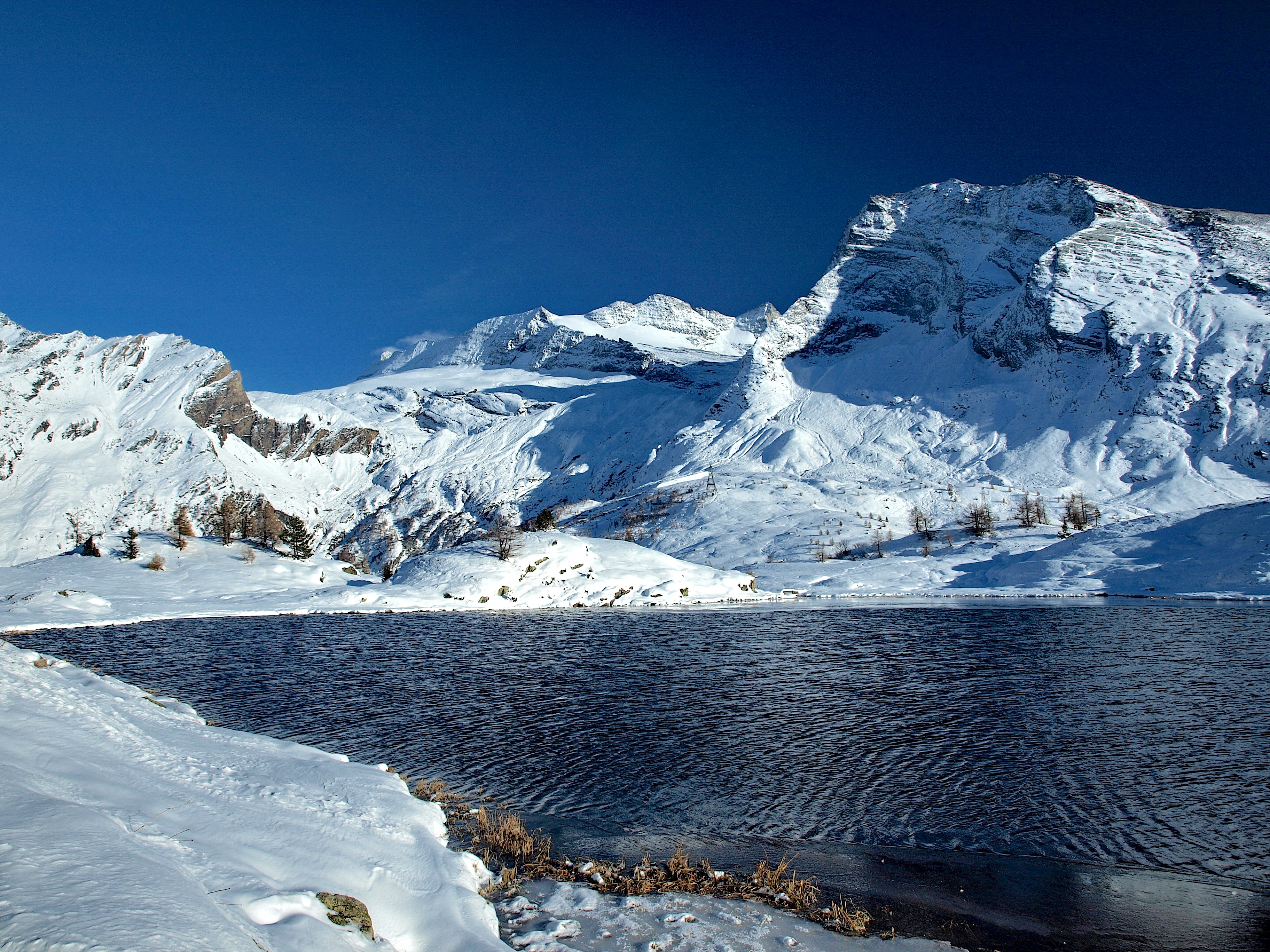
Hübschhorn con il lago Hopschusee

La montagna è collocata a sud-est del Passo del Sempione e lungo la cresta che dal Monte Leone e passando per il Breithorn digrada verso il passo.